# Vildbjerg
Vildbjerg is een plaats in de Deense regio Midden-Jutland, gemeente Herning, en telt 3680 inwoners (2008).
Tot eind 2007 behoorde de plaats tot gemeente Trehøje.

## Geboren
- Henrik Risom (1968), Deens voetballer